# Fiachnae mac Demmáin
Fiachnae mac Demmáin roi des Dál Fiatach et roi d’ Ulaid  mort en 627. Fiachnae mac Demmáin est l'une des identifications possibles du « Feáchno » du Baile Chuinn Chétchathaig

## Biographie
Fiachnae mac Demmáin  est le fils de Demmán mac Cairill († 572)  et le neveu du puissant  Báetán mac Cairill († 581)  qui tous deux assumèrent la royauté d’Ulaid  en même temps que celle du Dál Fiatach.  
Sa mère était Garb fille de Neilline du Cenél nEógain et petite-fille de Muirchertach Mac Ercae. Il avait quatre demi frères:Fingin, Glassán, Guaire et Colmán.
Dès 602, il s’oppose à son homonyme Fiachnae mac Báetáin rois du Dál nAraidi pour le tite de roi d’Ulaid mais il est défait à Cul Cail et il doit s’enfuir . Il est probable que son second mariage ait fait partie des conditions du pacte de statu quo, conclu entre le Dál nAraidi et le Dál Fiatach après cet épisode.
Finalement en 626, il se révolte contre l’autorité du roi d’Ulaid et Fiachnae mac Báetáin est vaincu et tué à la bataille de Leithet Midinn. 
Fiachnae mac Demmáin s’empare du titre de roi d’Ulaid mais dès l'année suivante, il est à son tout vaincu et tué lors de la bataille d’Ard Corann par Congal Clóen le petit-fils de Fiachnae mac Báetáin, et son allié Connad Cerr le roi de Dál Riata.
Contrairement à son homonyme et ennemi Fiachnae Lurgan, du  Dál nAraidi; Fiachnae mac Demmáin  est une identification douteuse pour le Féachno du  Baile Chuinn Chétchathaig.Si deux de ses fils et ses nombreux  descendants occupèrent le trône  d’Ulaid  aucun ne put s’emparer du titre de roi de Tara.

## Union et descendance
Il semble que Fiachnae mac Demmáin se soit marié deux fois avec des épouses portant le même nom :
1)  Cumme Dub fille de Furudrán mac Becc des Uí Thuirtri la veuve de son oncle Báetán mac Cairill.
- Dúnchad mac Fiachnai mort en 644  roi d’Ulster
- Máel Duin  meurtrier en 605 de ses frères utérins les fils de Báetán mac Cairill
- Dub Lacha qui épouse Mongán mac Fiachnai fils de Fiachnae mac Báetáin

2)  Cumne Fhinn sœur de Fiachnae mac Báetáin roi de Dál nAraidi dont :
- Suibne Menn
- Máel Cobo mac Fiachnai mort en 647 roi d’Ulster